# Rotatiesymmetrie

Vlag van Man

Rotatiesymmetrie of draaisymmetrie is de eigenschap dat een object na een bepaalde rotatie hetzelfde blijft. Het is daarmee een type van symmetrie. Dit object kan een tweedimensionale afbeelding of meetkundige figuur zijn, wanneer de rotatie om een draaipunt wordt uitgevoerd of een ruimtelijke figuur, wanneer in drie dimensies om een omwentelingsas wordt geroteerd.

## Twee dimensies
Bij rotatiesymmetrie van orde {\displaystyle n} is de figuur hetzelfde bij draaiing over een minimale draaihoek van {\displaystyle 360^{\circ }/n}. Afwezigheid van rotatiesymmetrie is hetzelfde als rotatiesymmetrie van orde een. De symmetriegroep van een afbeelding die rotatiesymmetrisch is van de orde {\displaystyle n} is de cyclische groep {\displaystyle C_{n}}, dus isomorf met {\displaystyle \mathbb {Z} /n\mathbb {Z} }.
Een rozet is een tweedimensionale figuur met rotatiesymmetrie en eventueel spiegelsymmetrie, maar is niet translatiesymmetrisch. Het triskelion op de vlag van Man is bijvoorbeeld draaisymmetrisch van orde drie.  Een cirkelschijf is onder alle rotaties om het middelpunt symmetrisch.

## Drie dimensies
Er zijn bij een rotatie in drie dimensies de volgende symmetrieën mogelijk.
- met een omwentelingsas: cilindersymmetrie, in de wiskunde bijvoorbeeld een kegel
  - samen met spiegelsymmetrie ten opzichte van een vlak loodrecht op de as een cilinder, maar ook een samenstel van concentrische buizen
- alle assen door het middelpunt

Als er voor een figuur een punt bestaat zo dat het bij iedere rotatie om iedere as door dit punt hetzelfde blijft heet de figuur bolsymmetrisch. Een homogene bol is daar een voorbeeld van, maar ook een bol die uit verschillende bolschillen is opgebouwd. Veel hemellichamen, waaronder de Aarde, zijn bij benadering bolsymmetrisch.

## Puntsymmetrie
Puntsymmetrie houdt in dat wanneer een puntspiegeling op een figuur wordt toegepast, de figuur op zichzelf wordt afgebeeld en komt met een rotatie van {\displaystyle 180^{\circ }/n} overeen. Het punt van symmetrie wordt wel het symmetriemiddelpunt genoemd. Puntsymmetrie in twee dimensies komt overeen met rotatiesymmetrie van orde twee. Puntspiegeling in drie dimensies is een combinatie van een spiegeling in een vlak en een rotatie over 180° om een lijn loodrecht op dat vlak.